# Ржавчик (Україна)
Ржа́вчик — село в Лозівському районі Харківської області. Населення за переписом 2001 року становить 831 (377/454 ч/ж) осіб. Входить до складу Первомайської міської громади.

## Географія
Село Ржавчик знаходиться на березі річки Орілька, вище за течією примикає село Закутнівка, нижче за течією на відстані 2,5 км розташоване село Закутнівка. Село витягнуто вздовж річки на 6,5 км. На відстані 4 км розташоване місто Первомайський. Частина села раніше була селом Чичерівка.

## Історія
Засноване як хутір Ржавець у 1821 році, перетворене на село Ржавчик у 1950 році.

## Економіка
- Птахо-товарна ферма.
- Сільгосппідприємство «Топфармінг».
- ТОВ «Ржавчик».

## Об'єкти соціальної сфери
- Фельдшерсько-акушерський пункт.
- Дитячий садочок.
- Загальноосвітня школа І-ІІІ ступенів.

## Покликання
Погода у Ржавчику

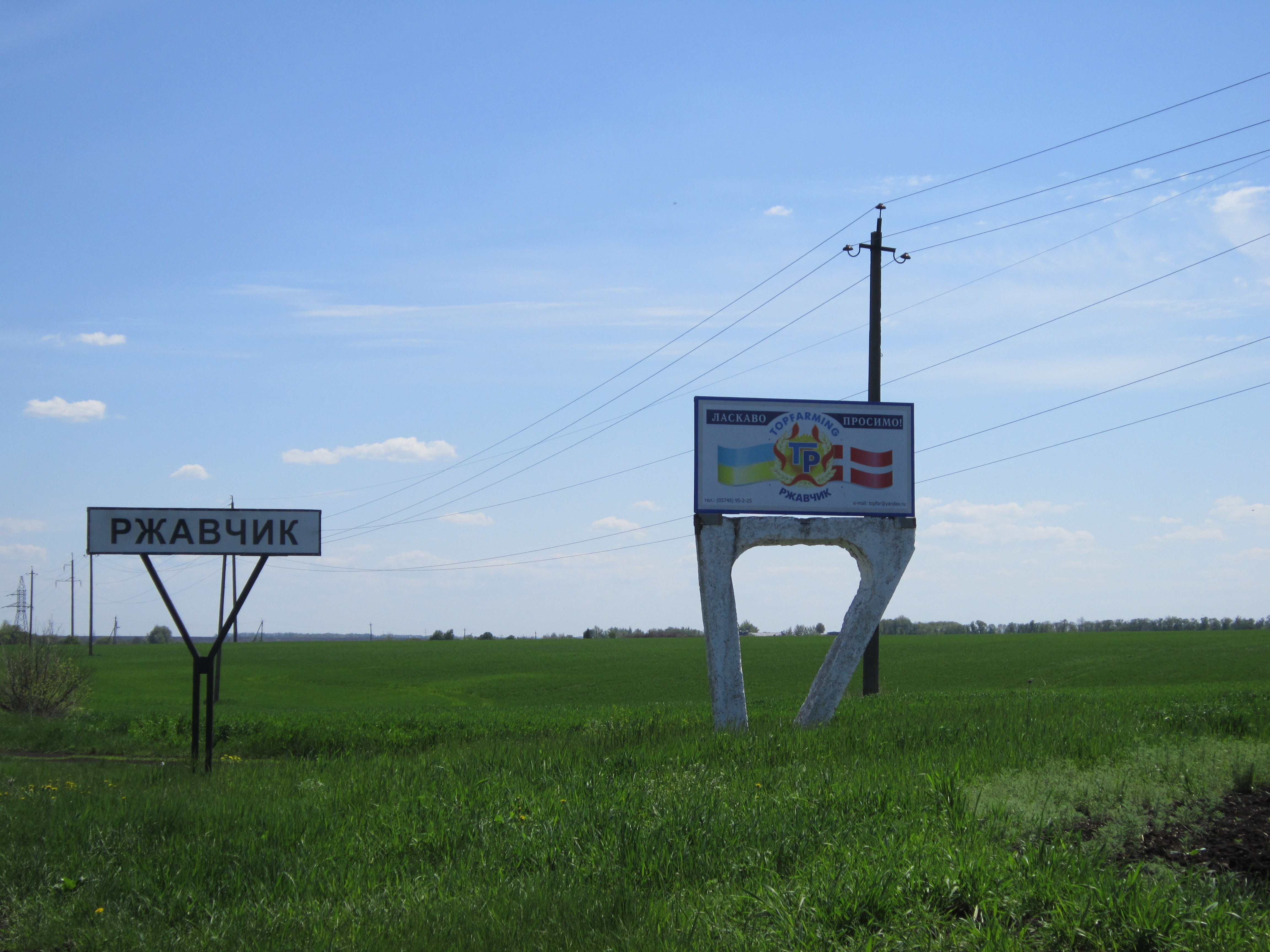
В'їзд у село.
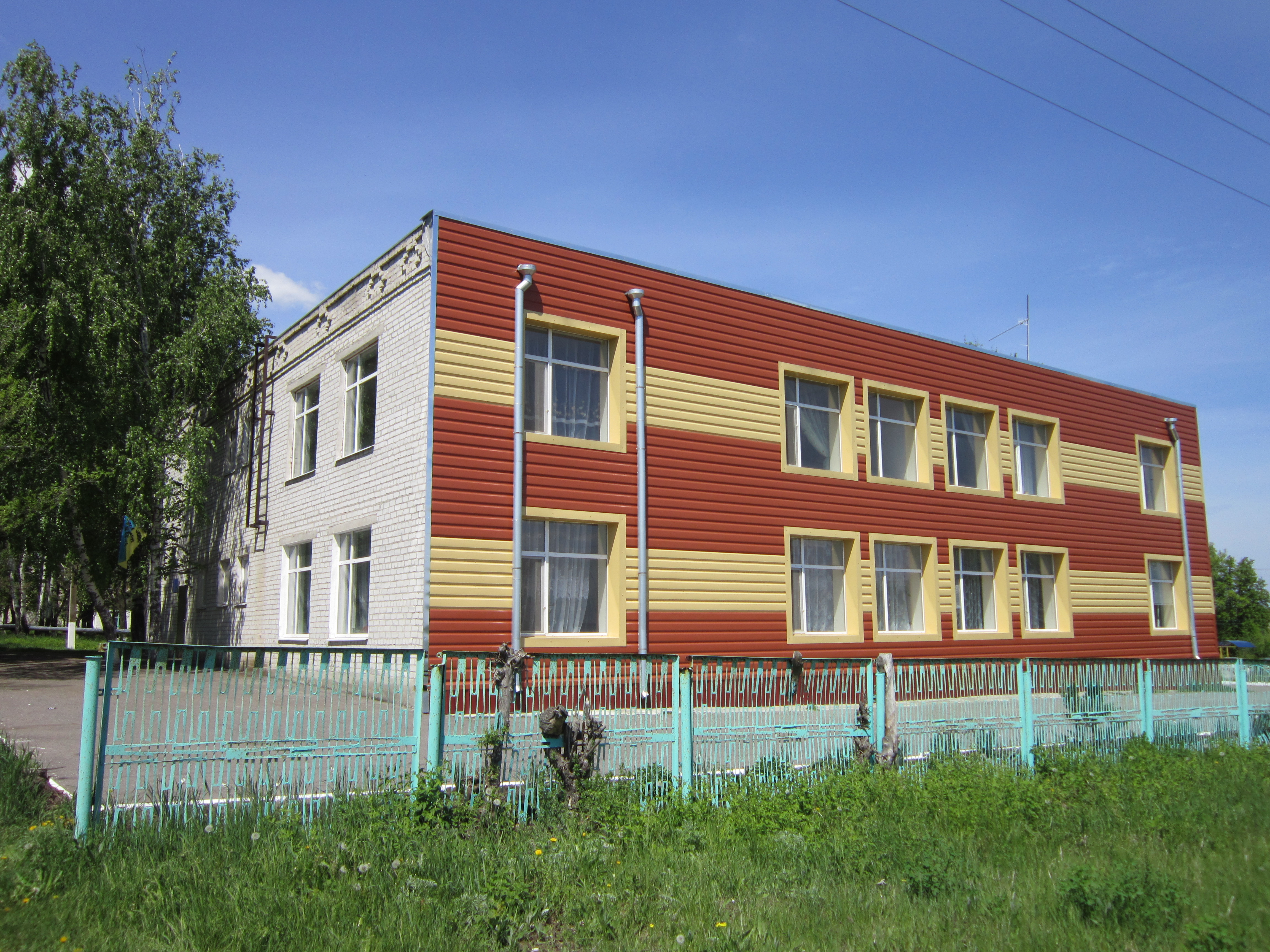
Приміщення школи та дит. садка.
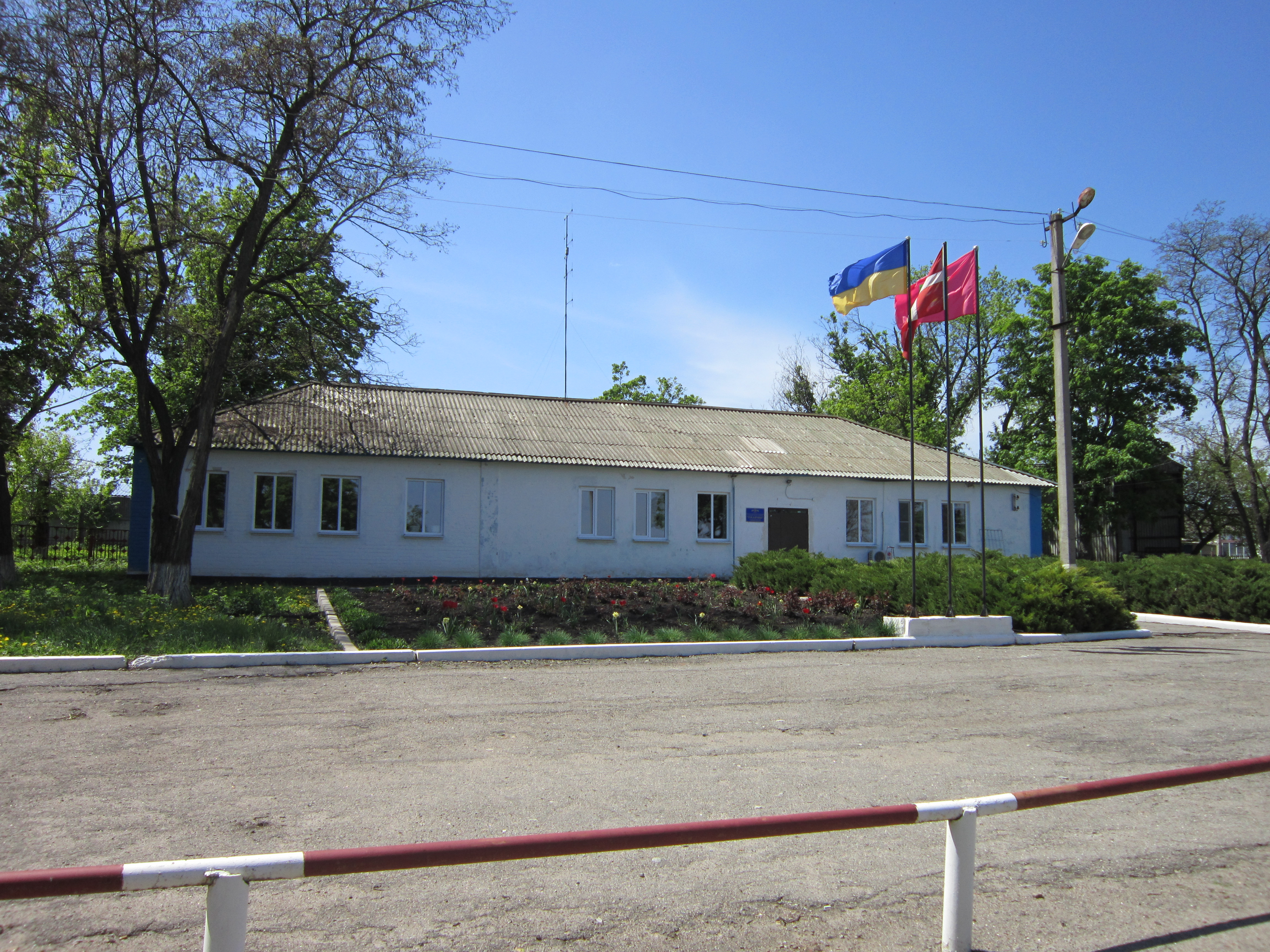
ТОВ "Ржавчик".
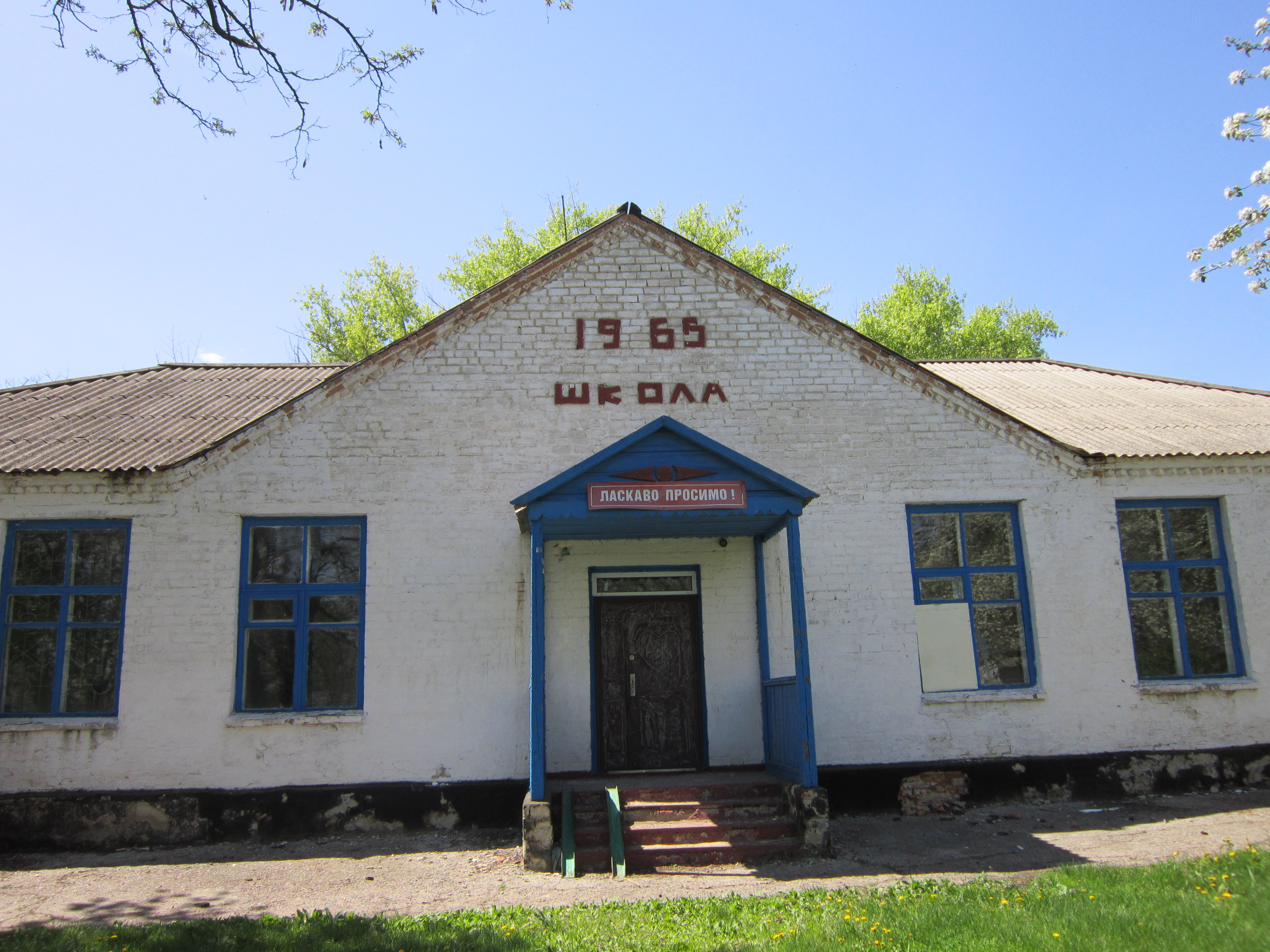
Стара школа.
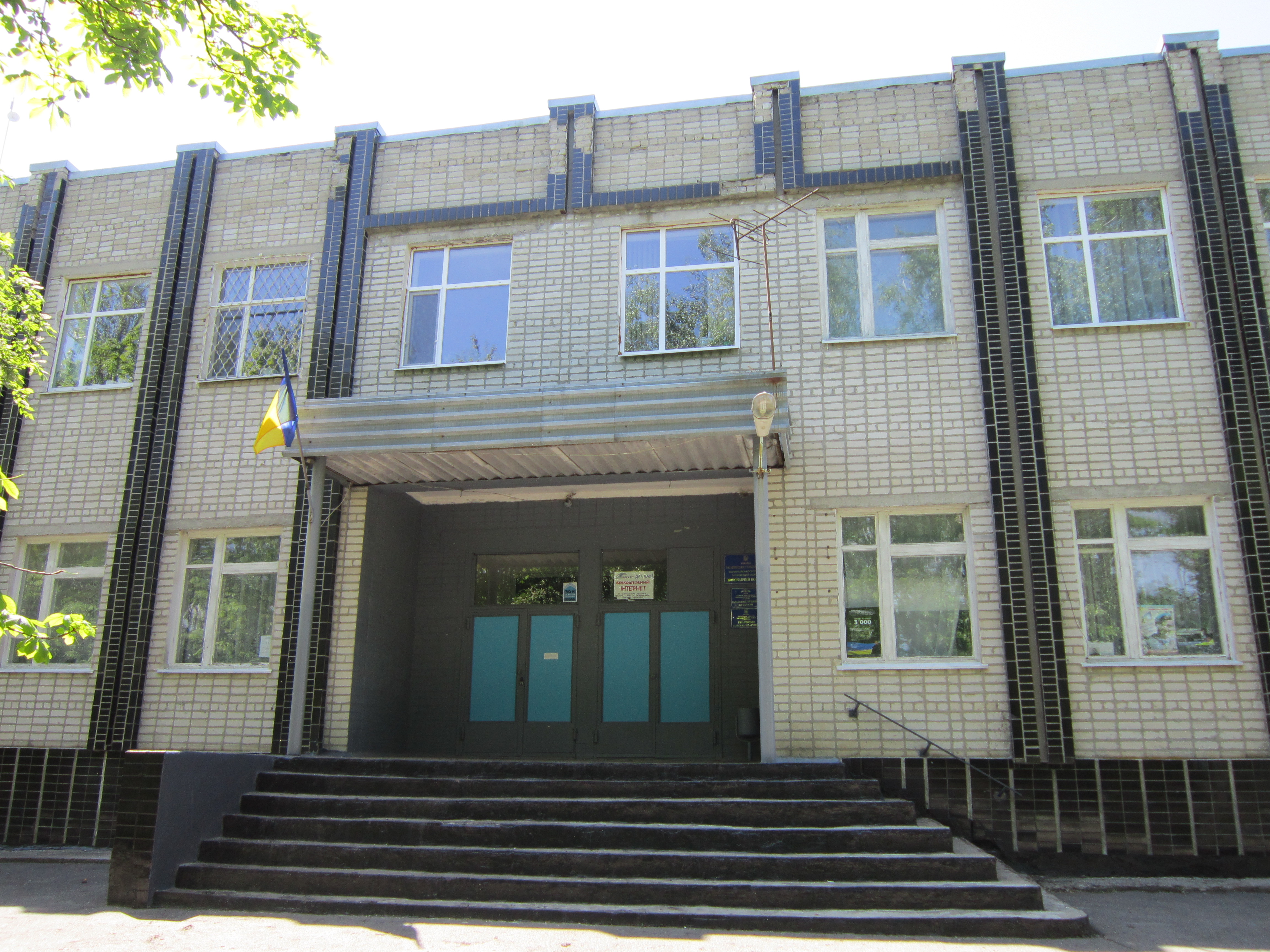
Колишня сільська рада.
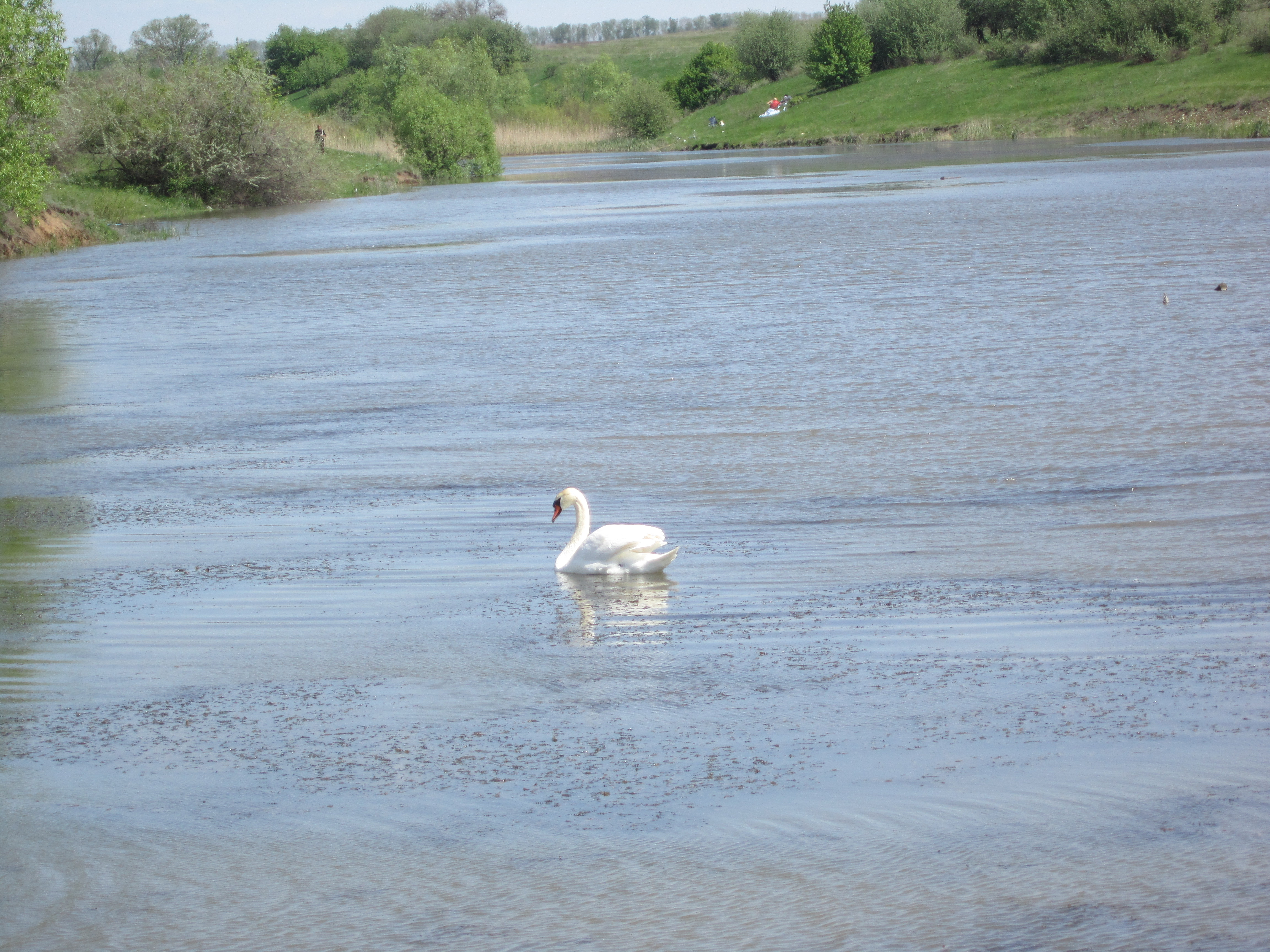
Ставок.